# 田德民
田德民（1921年—），河北曲阳人，中华人民共和国政治人物，曾担任张家口市委青委书记、青年团张家口市委书记。1954年，当选第一届全国人民代表大会代表。后担任中国科学院高能物理研究所党委书记、代所长。